# PH1
PH1 (również PH1b lub Kepler-64b) – planeta pozasłoneczna odkryta w 2012, należąca do planet okołopodwójnych, znajdująca się w poczwórnym układzie gwiazdowym. Planeta okrąża gwiazdę podwójną Kepler-64, która jest powiązana grawitacyjnie z drugim układem podwójnym znajdującym się w odległości około 1000 j.a. Jest to pierwsza potwierdzona planeta odkryta w ramach programu obywatelskiego Planet Hunters należącego do Zooniverse, a zarazem jedna z kilkunastu znanych planet okołopodwójnych i pierwsza egzoplaneta w systemie poczwórnym.

## Odkrycie
Planeta została odkryta w 2012 w ramach programu Planet Hunters polegającego na rozpoznawaniu wzrokiem przez ludzi nagłych zmian jasności gwiazd na wykresach. Pozwala to dostrzec regularne zaćmienia gwiazd, przed których tarczami przechodzi planeta, czyli wykryć ją metodą tranzytową. Oznaczenie PH1 pochodzi od akronimu nazwy tego projektu. Odkrycia dokonali Kian Jek i Robert Gagliano.

## Charakterystyka
Masa planety wynosi mniej niż 169 mas Ziemi (z pewnością wynoszącą 99,7%), choć najbardziej prawdopodobne jest, że zawiera się pomiędzy 20 a 50 mas Ziemi. Jest to najprawdopodobniej gazowy olbrzym. Jej promień wynosi 6,18 ± 0,14 promienia Ziemi. Temperatura planety szacowana jest na pomiędzy 524 a 613 K, jest więc zbyt gorąca, aby mogło na niej powstać życie podobne do ziemskiego. Okres orbitalny planety wynosi 138,317 dni.
Planeta okrąża układ podwójny Kepler-64, na który składają się czerwony karzeł typu widmowego M (0,378 ± 0,023 R☉, 0,408 ± 0,024 M☉) oraz żółto-biały karzeł (1,734 ± 0,044 R☉, 1,528 ± 0,087 M⊙) położony około pięciu tysięcy lat świetlnych od Ziemi.
| Jowisz | PH1 |
| ------ | --- |
|        |     |

Poza orbitą planety, w odległości około tysiąca jednostek astronomicznych znajduje się drugi układ podwójny połączony grawitacyjnie z Kepler-64. Drugi układ podwójny składa się z gwiazdy podobnej do Słońca i znacznie chłodniejszego i ciemniejszego czerwonego karła. PH1 jest pierwszą odkrytą planetą pozasłoneczną znajdującą się w układzie poczwórnym.
Zakładając możliwość obserwacji z powierzchni planety, byłyby z niej widoczne wszystkie cztery gwiazdy, z czego trzy gołym okiem, a jedna przy użyciu lornetki.